# Wojciech M. Próchniewicz
Wojciech M. Próchniewicz – polski tłumacz, głównie literatury science-fiction. Z wykształcenia informatyk.

## Twórczość
Niektóre przekłady:
- Paolo Bacigalupi – Nakręcana dziewczyna / Pompa numer sześć
- Paolo Bacigalupi – Złomiarz
- Chris Beckett – Ciemny Eden
- Chris Beckett – Matka Edenu
- John Brunner – Ślepe stado[2]
- Peter Carey – Jack Maggs
- Michael Connelly – Kanał
- Michael Connelly – Zagubiony blask
- Simon Jimenez – Ptaki, które zniknęły[3]
- M. John Harrison – Światło
- R.A. Lafferty – Najlepsze opowiadania[4]
- Ian R. MacLeod – Dom burz
- Ian R. MacLeod – Wieki światła
- Ian R. MacLeod – Czerwony śnieg
- Paul J. McAuley – Cicha wojna
- Paul J. McAuley – Ogrody Słońca
- Ian McDonald – Brasyl
- Ian McDonald – Dom derwiszy. Dni Cyberabadu
- Ian McDonald – Droga bez znaczenia. Ekspres Ares[5]
- Ian McDonald – Rzeka bogów
- Ian McDonald – Luna: Nów[6]
- Ian McDonald – Luna: Wilcza pełnia
- Ian McDonald – Luna: Wschód[7]
- Jeff Noon – TV Ciał0
- Christopher Priest – Człowiek z sąsiedztwa
- Stacy Schiff – Vera Nabokova – portret małżeństwa
- Cordwainer Smith – Drugie odkrycie ludzkości. Norstrilia
- Neal Stephenson – Cryptonomicon
- Neal Stephenson – Wzlot i upadek D.O.D.O.
- Charles Stross – Accelerando
- Charles Stross – Stan wstrzymania
- Charles Stross – Szklany dom
- Michael Swanwick – Córka żelaznego smoka. Smoki Babel
- Michael Swanwick – Matka żelaznego smoka
- Michael Swanwick – Opowiadania najlepsze w zbiorze Próżniowe kwiaty. Stacje przypływu. Opowiadania najlepsze
- Dennis E. Taylor – Nasze imię Legion, nasze imię Bob[8]
- Dennis E. Taylor – Gdyż jest nas wielu
- Dennis E. Taylor – Wszystkie te światy
- Dennis E. Taylor – Niebiańska rzeka
- Walter Tevis – Człowiek, który spadł na Ziemię
- Peter Watts – Ślepowidzenie
- Peter Watts – Odtrutka na optymizm
- Peter Watts – Echopraksja
- Peter Watts – Poklatkowa rewolucja